# Anninos Marcoullides
Anninos Marcoullides (Chipre, 8 de febrero de 1971) es un atleta chipriota retirado especializado en la prueba de 200 m, en la que consiguió ser subcampeón europeo en pista cubierta en 1998.

## Carrera deportiva
En el Campeonato Europeo de Atletismo en Pista Cubierta de 1998 ganó la medalla de plata en los 200 metros, con un tiempo de 20.65 segundos, tras el ucraniano Serhiy Osovych (oro con 20.40 segundos que fue récord nacional) y por delante del británico Allyn Condon (bronce).